# Melampyrum laxum
Melampyrum laxum là loài thực vật có hoa thuộc họ Cỏ chổi. Loài này được Miq. mô tả khoa học đầu tiên năm 1865.